# Wolfgang Karnutsch
Wolfgang Karnutsch (* 1. Dezember 1969 in Hallein) ist ein österreichischer Bildhauer mit Wohnsitz in Wien, der in Stein, Bronze und Holz arbeitet. Weiters ist er Zeichner, Grafiker und Illustrator.

## Ausbildung
Nach der Bundesfachschule für Holz- und Steinbildhauerei in Hallein besuchte Karnutsch den Aufbaulehrgang für Kunsthandwerk in Innsbruck. 1992 durfte er sich „jüngster Bildhauermeister Österreichs“ nennen. 1987 war Karnutsch Hauptpreisträger des Europäischen Schülerwettbewerbs für Malerei. Seit 1988 arbeitet Wolfgang Karnutsch als freischaffender Künstler, 1996 verlegte er seinen Wohnsitz nach Wien.
Seit 2018 ist Karnutsch Präsident des Künstlerverbandes Österreichischer Bildhauer im Künstlerhaus Wien.

## Werke

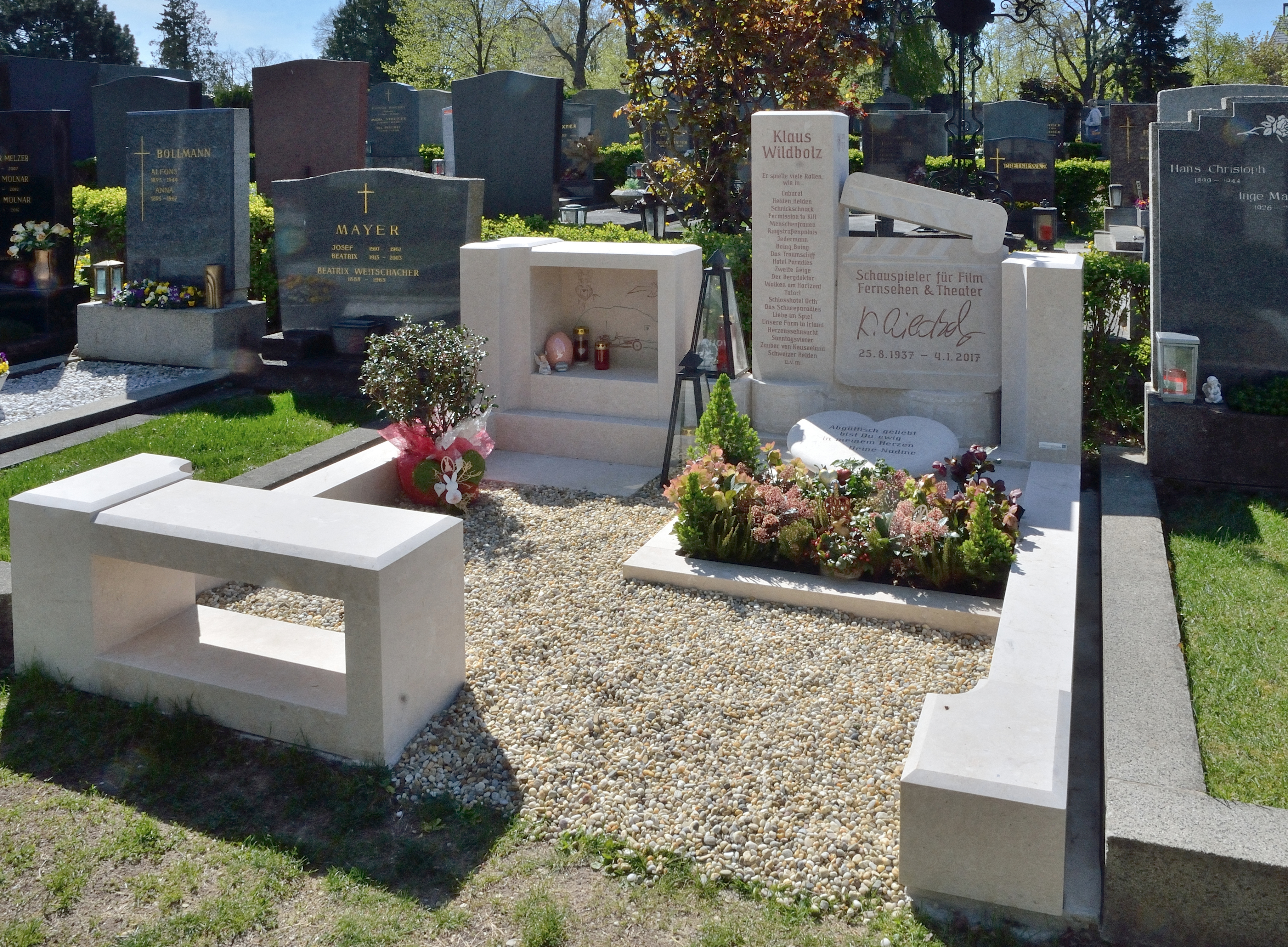
Grabstätte von Klaus Wildbolz, gestaltet von Wolfgang Karnutsch

Karnutschs Werk umfasst unterschiedliche Aufgabenbereiche und Materialien.  Zu seinen Aufträgen zählen Porträts von Tobias Moretti, Martina Hörbiger, Marcel Prawy, Lady Diana. Prominente Grabanlagen sind etwa jene von Klaus Wildbolz und Christine Nöstlinger.
Karnutsch arbeitet unter anderem mit Partnern aus der Wirtschaft zusammen.
Projekte waren etwa die Weltwunderausstellung in Schärding oder auch die Gestaltung von Awards, wie beispielsweise die Goldene Kaffeebohne von Jacobs, Wiener Einkaufsstrassen-Award, den Coral-Fashion-Award oder die Goldene Locke.
Karnutsch hat 2017 das Kinderbuch Wilma und das Christkind illustriert.